# Kay Fisker
Kay Otto Fisker (døbt Kai Otto Fisker, den 14. februar 1893 på Frederiksberg, død 21. juni 1965 i København) var en dansk arkitekt og professor ved Kunstakademiet, der var eksponent for en nationalt formet udgave af den internationale funktionalisme. 
Fisker har blandt andet været med til at tegne de ældste dele af Aarhus Universitet, der er optaget i Kulturkanonen.

## Uddannelse og påvirkninger
Fisker blev født på Frederiksberg 1893 som søn af cand.pharm. Asmus Marius Fisker og Petra Louise Jacobsen. Han tog realeksamen 1909 og gik på Kunstakademiets Arkitektskole fra 1909. I studietiden var han ansat på Anton Rosens tegnestue fra 1912, i Stockholm hos Sigurd Lewerentz og Gunnar Asplund 1916 og hos Hack Kampmann, København fra 1918. Han vandt sammen med Aage Rafn delt andenpræmie i Akademisk Arkitektforenings konkurrence i 1915 om stationer til Gudhjembanen på Bornholm. De blev valgt til at gennemføre projektet, dog med væsentlige ændringer. 

## Hæder og tillidshverv
Fisker tog afgang som arkitekt i 1920 og modtog Eckersberg Medaillen 1926 og C.F. Hansen Medaillen 1947 for Aarhus Universitets bygninger. Han vandt guldmedalje på den internationale arkitekturudstilling i Gent 1921 og på Verdensudstillingen i Paris 1925. Han var redaktør af Akademisk Arkitektforenings tidsskrift Arkitekten 1918-26, assistent ved undervisningen i Kunstakademiets arkitekturskole 1920-24, docent i bygningskunst ved Akademiet fra 1924, professor ved samme fra 1936 og slutteligt dekan for Akademiets arkitekturskole 1940-43.
Desuden var han formand for Skolerådet 1940-43 og 1954-55, medlem af Akademiraadet fra 1934 og af Kungliga Akademien för de fria konsterna i Stockholm fra 1938. Ydermere var han Honorary corresponding member of The Royal Institute of British Architects 1948, af The Royal Society of Arts, London 1948 og af The Architectural League, New York 1952. Han var æresmedlem af The American Institute of Architects 1955, professor ved Massachusetts Institute of Technology, Boston 1951-52 og ved Graduate School of Design, Harvard University 1952-53.
Han fik Prins Eugen Medaljen 1958, blev overordenligt medlem af The Society of Architectural Historians, Washington D.C. 1959, af Akademie der Künste, Berlin 1960. Han blev tildelt Akademisk Arkitektforenings æresmedalje 1963 og Svenska Arkitekters Riksförbunds Hederskub 1963 samt Heinrich Tessenow Medaljen 1964.
Fisker var derudover medlem af bestyrelsen for Akademisk Arkitektforening 1936-42, formand for samme 1937-42, medlem af bestyrelsen for Foreningen til Gamle Bygningers Bevaring 1937-42, medlem af Undervisningsministeriets kommission vedrørende arkitektuddannelsen 1944, af bestyrelsen for Selskabet for Arkitekturhistorie 1947, af Komitéen for godt Boghåndværk 1948, af repræsentantskabet for Statens Byggeforskningsinstitut 1946 og af komitéen for Nordisk Byggedag 1946. Han var formand for udstillingen af gamle danske arkitekturtegninger, "Danske Arkitekturtegninger gennem Tiderne" fra 1942 til januar 1947, hvor udstillingen fandt sted på Nationalmuseet, Metropolitanskolen og i Rådhushallen. 
Han var Kommandør af Dannebrogordenen og Dannebrogsmand og tillige dekoreret med Den franske Æreslegion og den svenske Nordstjerneorden.

## Privat
Fisker giftede sig 18. april 1922 i Helsingør med Gudrun Marie Schubart (26. august 1889 i København – 10. maj 1976 i Lyngby), datter af urtekræmmer August Theodor Schubart og Vilhelmine Marie Christine Nielsen. Han er urnebegravet på Søllerød Kirkegård.
Han havde bolig og tegnestue i Prinsessestien 9, Kongens Lyngby ved Lyngby Sø – et hus fra 1780, som han ombyggede.

## Værker

### Arbejder udført sammen medAage Rafn(1915-1916)
- Gudhjembanens stationer Åløse, Østermarie, Østerlars og Gudhjem samt Christianshøj trinbræt (1915-16, alle undtagen Åløse blev fredet 1984-85)

### Alene
- Cykelpumpefabrikant Julius W. Friis' landsted, Valnøddevænget 10, Snekkersten (1917-18, grunden udstykket). Fredet 1988.
- Boligbebyggelse, Borups Allé/Stefansgade, København (1919-21)
- Hornbækhus, Borups Allé/Ågade (1920-22, fredet)
- Handelsbanken, Rønne (1921)
- To enfamilieshuse i Studiebyen, Lundeskovsvej, Hellerup (1922)
- Den danske pavillon på verdensudstillingen i Paris (1925)
- Jagtgården, Jagtvej, København (1924, sammen med Christian Holst, mansardetage ændret og vinduer udskiftet)
- Amagerbo, Englandsvej/Østerdalsgade, Amagerbro, København (1926, sammen med S.C. Larsen)
- Glænøgård, Vognmandsmarken, København (1927)
- Brigadegården, Brigadevej København (1928, sammen med S.C. Larsen)
- Gullfosshus, Artillerivej, København (1928, vinduer ændret)
- Enfamilieshus for Reinhard van Hauen, Hellebæk (1928)

### Arbejder udført sammen medC.F. Møller(1929-1943)
- "Strygejernet" (beboelsesejendom), Vodroffsvej 2-4, Frederiksberg (1929-30, fredet)
- Hermanhus, Herman Triers Plads 1-7, København (1930)
- Egehøj 4, Ordrup (1930)
- Exnersvej 44, Ordrup (1930)
- Schimmelmannsvej 47, Klampenborg (1930)
- Damstien 27, København (1930)
- Nyrnberggården, Nyrnberggade, Amagerbro, København (1931)
- Tagensgård, Tagensvej (1931)
- 'Trekanten' , boligbebyggelse, Åboulevard/Rosenørns Allé, København (1932)
- Århus Kommunehospital (1932)
- Radiumstation, Århus (1932)
- Aarhus Universitet (1. byggeperiode sammen med Povl Stegmann til 1937, og sammen med C.F. Møller til 1943)
- Boligbebyggelse, Grøndals Parkvej/Gudenåvej (1933)
- Eget sommerhus, Udsholt Strand (1933)
- Østergården, Vognmandsmarken, København (1933, vinduer ændret)
- Boligbebyggelse, Marselis Boulevard, Århus (1933)
- Villa for grosserer Christian Green, Baunegårdsvej 57, Gentofte (1934)
- Godthåbsvej/Grøndals Parkvej, København (1934)
- Radiumstation, Strandboulevarden, København (1934)
- Radiumstation, Odense (1934)
- Boligbebyggelse, Skovvejen 9, Århus (1935)
- Behandlingsbygninger ved Finsensinstituttet, nu Kræftens Bekæmpelse, Strandboulevarden, København (1935, vinduer ændret)
- Vestersøhus I, Vester Søgade/Gyldenløvesgade, København (1935, fredet)
- Indretning og møbler mm. til en række ruteskibe: M/S Hammershus, M/S Kronprins Olav m.fl. i perioden 1936-54
- Vintersbølle børnesanatorium ved Vordingborg (1936-37, vinduer ændret) med overlægebolig, Vintersbølle Strandvej 7 (1938)
- Rækkehuse, Hegnshusene, Brønshøjvej, København (1937, sammen med Erik Jensen)
- Vestersøhus II, Vester Søgade, København (1938, fredet)
- Boligbebyggelse, Hillerødsholm, Hillerød (1939)
- Dronningegården og Christiansgården, Dronningens Tværgade/Adelgade, København (1942-43, sammen med Svenn Eske Kristensen, fredet 1995)
- Aldersrenteboligerne Fogedgården, Jagtvej, København (1943, vinduer ændret)
- Ny Søndergård, Vangedevej (1943)
- Lystofteparken, Lystoftevej, Kongens Lyngby (1943, sammen med Viggo Møller-Jensen)
- Broparken, Brogårdsvej, Gentofte (1943)

### Sammen medSvenn Eske Kristensen
- Griffenfeldsgade 37-39, København (1939, præmieret)
- Stefansgården, Humlebæksgade/Nivågade, København (1939-42, vinduer ændret)
- Hillerødholm, Hillerød (1941)
- Hotel Christian IV (1942-43)
- Boligbebyggelsen Dronningegården, Dronningens Tværgade 23-35/Borgergade 15 og Christiansgården, Dronningens Tværgade 37-45, København (1943, fredet)
- Rækkehusbebyggelse i Dyssegård, Eskeager, Langengen, Almindingen samt lige numre på Sønderengen (del af Ny Søndergård) (1943-1953)
- 55 rækkehuse, Vangedevej, Vangede (1944)
- Stefansgården, Stefansgade, København (1944)
- Boligbebyggelser, Vangedevej 219-225 og Eskeager 1-7, Vangede (1946, vinduer ændret)
- Boligbebyggelse, Dronningens Tværgade, København (1954)
- Boligbebyggelsen Kongegården, Adelgade, København (1955)

### Alene
- Landarbejderboliger ved Svanholm Gods, Hornsherred (1944)
- Beringparken, Køgevej, Hvidovre (1944)
- Voldparken, Husum, København (1945)
- Brøndbyparken, Brøndbyøster Torv (1951)
- Præstekærshave, Frederikssundsvej, København (1951)
- Voldparkens Skole, Kobbelvænget, Husum (1952-57)
- Brøndbyøster Skole (1954)
- Rækkehuse, Egeparken, Lindvangen, Lyngby (1954-57)
- Mødrehjælpens administrationsbygning og mødrehjem, Strandboulevarden, København (1955)
- Boligbebyggelse, Hansaviertel, Berlin (1951)

### Værker sammen medRobert Duelund Mortensen(fra 1958)
- Egtmontgården, kollegium for enlige mødre, Fåborggade, København (1958)
- Nygårdsskolen, Roskildevej, Brøndbyøster (1959)
- Højhusbebyggelse, Nygårdsparken, Brøndby (1959)

### Værker sammen med Robert Duelund Mortensen ogSvend Høgsbro(fra 1962)
- Det Danske Institut for Videnskab og Kunst i Rom (1963-65)
- Ansgar Kirke, Apenrader Strasse, Flensborg (1965-68)

### Dekorative arbejder
- Sokkel til Helen Schous rytterstatue af Christian X (1946-55, Bispetorvet, Århus)
- Sokkel til Helen Schous Den jyske hingst (1959-69, Østervold, Randers)

### Urealiserede konkurrenceprojekter
- Bebyggelsesplan for det gamle banegårdsterræn i København (1909)
- Den danske bygning på Den baltiske Udstilling, Malmö (1912, sammen med Aage Rafn)
- Politikens konkurrence om sommerhuse (1917)
- Boligbebyggelse ved Store Vibenshus (1918, 1. præmie)
- Hotel i Bergen (1920, 1. præmie, sammen med C.O. Gjerløv-Knudsen)
- Politikens konkurrence om sommerhuse (1920, 1. og 2. præmie)
- Bebyggelse ved Banegårdspladsen, Århus (1920)
- Møbeltyper (1920, 1. præmie)
- Dansk studenterhus i Paris (1926)
- Bebyggelse ved Knippelsbro (1936, sammen med C.F. Møller)
- Københavns Hovedbibliotek (1936, sammen med C.F. Møller)
- Århus Rådhus (1936, sammen med C.F. Møller)
- Bebyggelse ved Langebro (1946, sammen med Svenn Eske Kristensen, C.F. Møller, Jørn Utzon og Ebbe Andresen)
- Danmarks Nationalbank (1961, sammen med Poul Kjærgaard)

### Skriftlige arbejder
- (sammen med Helge Wamberg:) Det første Hus, 1920.
- Modern Danish Architecture, London 1927
- "Gunnar Asplund og skandinavisk Arkitektur", kronik i Svenska Dagbladet 1942
- "Det danske Hus" og "Bedre Boliger", kronikker i Berlingske Tidende 1942
- The History of Domestic Architecture in Denmark i: Architectural Review, London 1948
- Die Moral des Funktionalismus, Berlin 1948
- "Evolution de l'architecture au Danemark" i: L'Architecture d'aujourd'hui, 1949.
- (sammen med Knud Millech:) Danske arkitekturstrømninger 1850-1950, 1951.
- (sammen med Christian Elling:) Monumenta Architecturae Danicae: Danske Arkitekturtegninger 1660-1920, København: Gyldendal 1961.
- "Bay Region-stilens ophavsmænd" i: Arkitekten 1962.
- "Den Klintske skole" i: Arkitektur 1963.
- "Markuskirken i Björkhagen. Betragtninger over Sigurd Lewerentz' arbejder", i: Arkitektur 1963.
- "Persondyrkelse eller anonymitet" i: Arkitekten 1964.
- Funktionalismens moral: Tale ved Kunstakademiets Stiftelsesfest 31. Marts 1947, Kunstakademiets Arkitektskole 1965.